# Palaeohatteria
Genre
Palaeohatteria est un genre fossile de sphénacodontes ayant vécu au Carbonifère. Ce genre n'est plus représenté depuis que son espèce type, Palaeohatteria longicaudata, est considérée comme synonyme de Haptodus baylei Gaudry, 1886.

## Classification
Le genre Palaeohatteria a été créé en 1888 par le paléontologue et géologue allemand Carl Hermann Credner (d) (1841-1913).

## Publication originale
- (de) Hermann Credner, « Die Stegocephalen und Saurier aus dem Rothliegenden des Plauen'schen Grundes bei Dresden », Zeitschrift der Deutschen Geologischen Gesellschaft, Berlin, vol. 40,‎ 1888, p. 490–558 (ISSN 0012-0189, e-ISSN 2700-3035, lire en ligne, consulté le 28 janvier 2024).